# Дрезднер Айслевен
«Дрезднер Айслевен» (нім. Dresdner Eislöwen) — хокейний клуб із міста Дрезден, Німеччина. Заснований у 1990 році. Виступає у Другій Німецькій хокейній лізі.

## Історія
Клуб «Дрезднер Айслевен» заснований у 1990 році, до 2001 року виступав у регіональних лігах Німеччини. З 2001 року виступає в Оберлізі, а в сезоні 2005/06 років дебютує у Другій Бундеслізі.
З 2000 року сучасна назва команди.
З 2013 року клуб виступала в Другій Німецькій хокейній лізі.
За підсумками сезону 2024–25 хокеїсти Дрездена стали переможцями ліги перегравши у фінальній серії 4–3  «Равенсбург».
З сезону 2025–26 років команда виступає у Німецький хокейній лізі.

## Домашня арена
Стадіон «Дрезден Арена» відкритий 15 серпня 2007 року. Арена вміщує 4412 глядачів.

## Досягнення
Друга Німецька хокейна ліга
- Переможець (1): 2025

Оберліга Північ
- Переможець (2): 2005, 2008

## Відомі гравці
- Дрю Леблан
- Михайло Немировський
- Марцел Родман